# Йеррман, Эдуард
Эдуард Йеррман (нем. Eduard Jerrmann; 1798, Берлин, — 4 мая 1859, Берлин) — немецкий актёр.

## Биография
Начал театральную карьеру в 1819 году в Вюрцбурге, затем играл в Мюнхене и Лейпциге. В 1830—32 годах гастролировал в Париже, о чём опубликовал очерк «Париж: Отрывок из одной театральной жизни» (нем. Paris, Fragmente aus einem Theaterleben; Мюнхен, 1833). Затем выступал в Кёльне, с 1836 года руководил театром в Мангейме, с 1842 года некоторое время работал в немецком театре в Санкт-Петербурге. Затем после короткого ангажемента в Вене с 1848 года выступал в Берлине, где помимо собственно театральной карьеры редактировал отдел фельетонов в газете «Deutschen Reform» и опубликовал в 1851 году второй сборник очерков «Неполитические картинки из Санкт-Петербурга» (нем. Unpolitische Bilder aus St. Petersburg). Сочинил также ряд собственных пьес, пользовавшихся определённой популярностью, — в том числе «Корона и эшафот» (нем. Krone und Schaffot), «Парижские нищие» (нем. Die Armen von Paris) и др.